# Berekböszörmény
Berekböszörmény község Hajdú-Bihar vármegyében, a Berettyóújfalui járásban.

## Fekvése
A magyar-román határ mellett fekszik, Biharkeresztestől délre; földrajzi szempontból a Bihari-sík délkeleti peremén.
További szomszédai: délnyugat felől Körösszegapáti, nyugat felől az utóbbihoz tartozó Körmösdpuszta, északnyugat felől pedig Told. Keleti és déli irányból Romániához tartozó területek határolják, a legközelebbi szomszéd település ebben az irányban Körösszeg (Cheresig) dél-délkeleti irányban.

### Megközelítése
A településen végighúzódik a Biharkeresztes-Komádi közti 4215-ös út, közúton csak ezen az útvonalon érhető el mindkét végponti település irányából.
Vasútvonal nem érinti, a legközelebbi vasútállomás a Püspökladány–Biharkeresztes-vasútvonal Biharkeresztes vasútállomása.

## Története
Berekböszörmény egykor a vidék legnagyobb községe volt, 1396-ban a körösszegi várhoz tartozott. Nagy- és Berekböszörmény egykor ikerközségek voltak, és a hagyományok szerint az itt levő Vernyike dűlő helyén állt valamikor Vernyike-Böszörmény község is. 1421-ben a korabeli oklevelek Berekböszörményt falunak, Nagyböszörményt pedig városnak írták le. 1554-es adólajstrom pedig külön Nagyböszörmény és külön Bereg helységet említett. 1520-ban a település birtokosai a Csákyak voltak. Az ekkori vámösszeírásban Böszörmény néven mint vámszedőhely szerepel. A falu egykor vásáros hely volt, és az 1800-as évek elején Serfőzdéje is volt.
A település fennmaradt régi helynevei közül említést érdemel Korhánydomb, és a Budai halom, és a falu határán vonul át az ún. Ördögárok is. A 18. század végén a Csáky család itt szép úrilakot is épített.

## Közélete

### Polgármesterei
| Időszak   | Név          | Jelölő szervezet | Forrás |
| --------- | ------------ | ---------------- | ------ |
| 1990–1994 | Vajda Imre   | független        | [ 4 ]  |
| 1994–1998 | Vajda Imre   | független        | [ 5 ]  |
| 1998–2002 | Vajda Imre   | független        | [ 6 ]  |
| 2002–2006 | Vajda Imre   | független        | [ 7 ]  |
| 2006–2010 | Vajda Imre   | független        | [ 8 ]  |
| 2010–2014 | Nagy Ernő    | független        | [ 9 ]  |
| 2014–2019 | Nagy Ernő    | független        | [ 10 ] |
| 2019–2024 | Szücs Viktor | független        | [ 11 ] |
| 2024–     | Nagy Ernő    | független        | [ 1 ]  |

## Népesség
A település népességének változása:
| Lakosok száma | 1869 | 1891 | 1923 | 1765 | 1672 | 1664 | 1686 |
|               | 2013 | 2014 | 2015 | 2021 | 2022 | 2023 | 2024 |

2001-ben a település lakosságának 89%-a magyar, 11%-a cigány nemzetiségűnek vallotta magát.
A 2011-es népszámlálás során a lakosok 89,5%-a magyarnak, 0,3% bolgárnak, 19,2% cigánynak, 2,1% románnak mondta magát (10% nem nyilatkozott; a kettős identitások miatt a végösszeg nagyobb lehet 100%-nál). A vallási megoszlás a következő volt: római katolikus 4,9%, református 52,3%, evangélikus 0,2%, görögkatolikus 0,4%, felekezeten kívüli 23,1% (14% nem válaszolt).
2022-ben a lakosság 89,4%-a vallotta magát magyarnak, 7,1% cigánynak, 3,3% románnak, 0,1-0,1% horvátnak, németnek, bolgárnak, ukránnak, szlováknak, szerbnek és lengyelnek, 1% egyéb, nem hazai nemzetiségűnek (9,7% nem nyilatkozott; a kettős identitások miatt a végösszeg nagyobb lehet 100%-nál). Vallásuk szerint 47,1% volt református, 3,8% római katolikus, 1,6% ortodox, 0,6% evangélikus, 0,5% görög katolikus, 3% egyéb keresztény, 0,7% egyéb katolikus, 14,5% felekezeten kívüli (28,3% nem válaszolt).

## Nevezetességei
- Református temploma késő gótikus épületrészletek felhasználásával 1678-ban épült, 1783-ban átalakították.
- Hársfasora Hajdú-Bihar megye védett természeti értékeinek részét képezi.
- A településtől nyugatra halad el a szarmaták által 324 és 337 között épített, az Alföldet körbekerülő Csörsz-árok vagy más néven Ördögárok nyomvonala.

## Híres emberek
- Itt született 1783-ban Szivák Miklós úrbéri terheket viselő, jobbágytelken élő kisnemes, az 1848-as első népképviseleti országgyűlés tagja; a Verőce vármegyei Antal Mihállyal együtt ők ketten voltak az első parasztképviselők.
- Itt született 1845. május 12-én Nyíri István magyar gépészmérnök, malomüzem- és fürdőalapító.
- Itt született 1906. szeptember 25-én Kovács Dezsőné Balogh Margit korrekorder. (110 év és 230 nap)[15]
- Itt született 1888. augusztus 11-én Emőd Tamás költő.
- Itt született 1927. július 25-én prof. dr. Leel-Őssy Lóránt, ideg-elmegyógyász főorvos, címzetes egyetemi tanár. (2008)
- Itt született 1928. február 5-én Tarsoly Elemér Jászai Mari-díjas színművész.
- Itt született 1936. június 13-án Veres Győző kétszeres, egyben első magyar súlyemelő világbajnok, sokszoros olimpiai, világ- és Európa-bajnoki érmes. 18 világcsúcsdöntés fűződik nevéhez.